# Homeomastax veraguae
Homeomastax veraguae är en insektsart som först beskrevs av Morgan Hebard 1933.  Homeomastax veraguae ingår i släktet Homeomastax och familjen Eumastacidae. Inga underarter finns listade i Catalogue of Life.